# Rebecca Kadaga

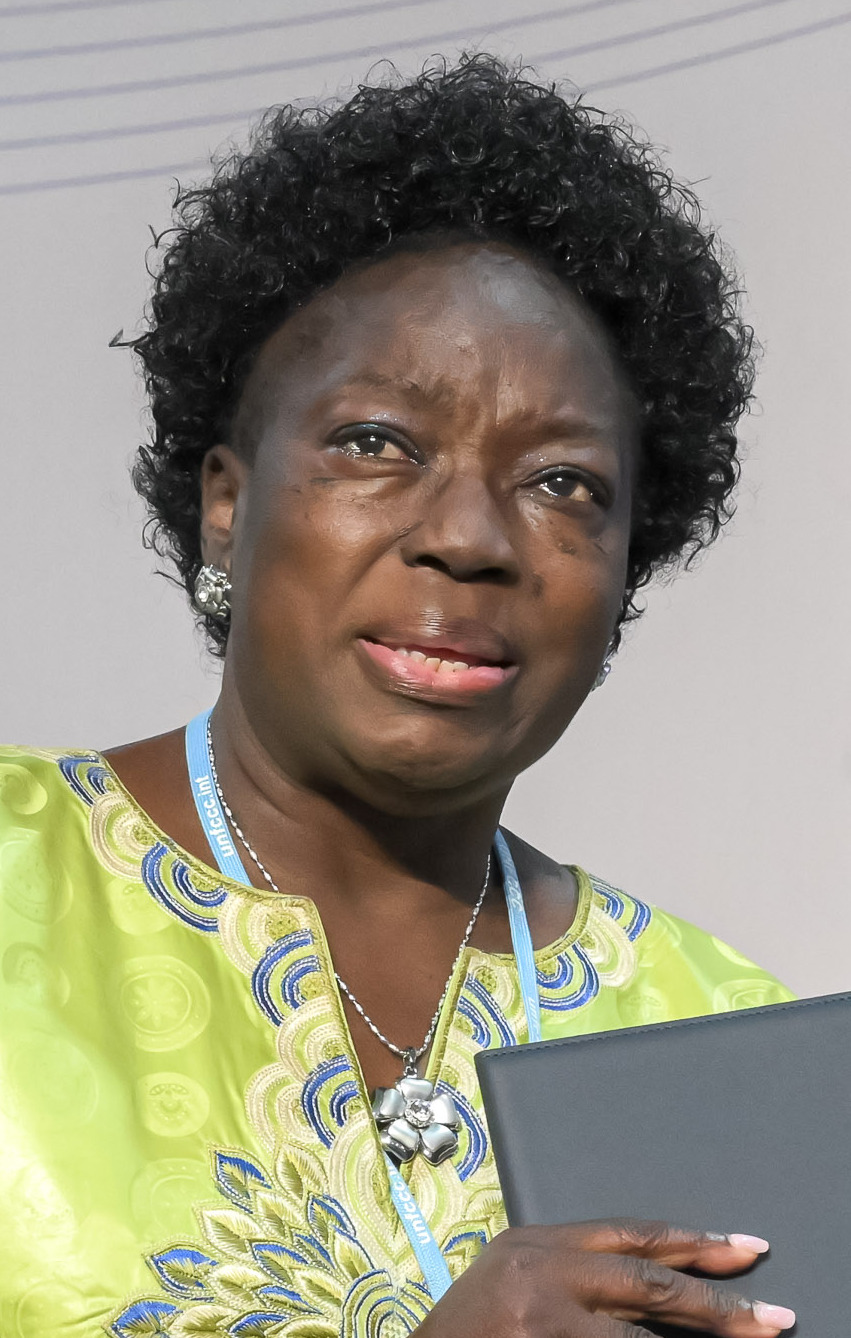
Rebecca Alitwala Kadaga, năm 2022

Rebecca Alitwala Kadaga là một luật sư và chính trị gia người Uganda, người đã là Chủ tịch Quốc hội của Uganda kể từ ngày 19 tháng 5 năm 2011. Bà là người phụ nữ đầu tiên được bầu làm Chủ tịch trong lịch sử của Quốc hội Uganda. Bà kế tục cương vị của Edward Ssekandi, người từng là đại diện từ năm 2001 đến năm 2011. Bà cũng là Thành viên Nghị viện (MP) hiện tại cho Khu vực Phụ nữ của Quận Kamuli, tiểu khu Busoga, một vị trí mà bà đã nắm giữ từ năm 1989.

## Bối cảnh và giáo dục
Bà sinh ra ở quận Kamuli, miền Đông Uganda, vào ngày 24 tháng 5 năm 1956. Rebecca Kadaga theo học tại trường Namasagali để học trung học. Bà học luật tại Đại học Makerere, tốt nghiệp Cử nhân Luật (LLB), năm 1978. Bà tiếp tục lấy bằng Cao đẳng về Thực hành Pháp lý từ Trung tâm Phát triển Luật tại Kampala năm 1979. Năm 2000, bà nhận được Bằng tốt nghiệp tại. Luật Phụ nữ từ Đại học Zimbabwe. Năm 2003, bà lấy bằng Thạc sĩ Nghệ thuật (MA), chuyên về Luật Phụ nữ, cũng từ Đại học Zimbabwe.

## Kinh nghiệm làm việc
Giữa năm 1984 và 1988, bà đã hành nghề luật sư tư nhân. Từ năm 1989 đến năm 1996, bà là thành viên của quốc hội cho quận Kamuli trong Khu vực bầu cử của phụ nữ quận. Bà từng là Chủ tịch Hội đồng Đại học của Đại học Mbarara, từ năm 1993 đến năm 1996. Trong năm 1996, bà là Tổng thư ký Hiệp hội Nghị viện Phụ nữ Đông Phi.
Từ năm 1996 đến năm 1998, Rebecca Kadaga là Bộ trưởng Bộ Ngoại giao Hợp tác khu vực (Châu Phi và Trung Đông). Sau đó, bà giữ chức Bộ trưởng Bộ Truyền thông và Hàng không từ năm 1998 đến năm 1999 và là Bộ trưởng Bộ Quốc hội từ năm 1999 đến năm 2000. Bà được bầu làm Phó Chủ tịch Quốc hội năm 2001, một vị trí mà bà giữ cho đến ngày 19 tháng 5 năm 2011, khi bà còn bầu Chủ tịch Quốc hội.
Sau cuộc tổng tuyển cử tháng 2 năm 2016, Kadaga đã nhất trí được bầu lại làm Chủ tịch Quốc hội vào ngày 19 tháng 5 năm 2016.